# Seznam košických biskupů a arcibiskupů
Kompletní seznam košických sídelních biskupů a arcibiskupů od jejího vzniku až po dnešek.

## Biskupové

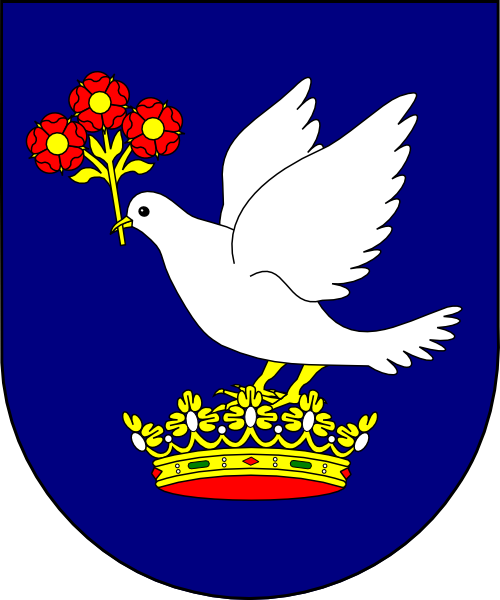
Andrej Szabó (1804–1819)
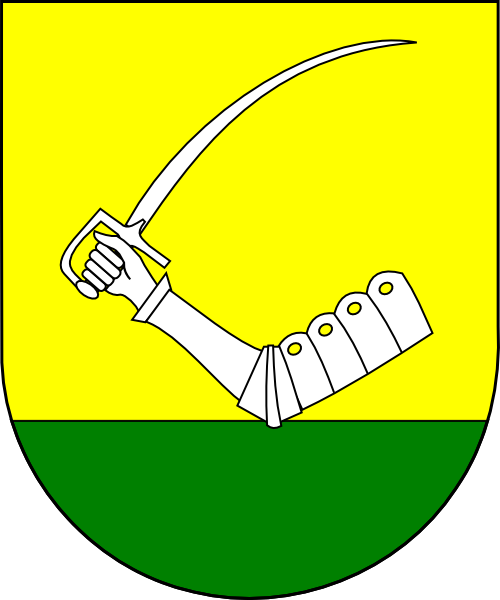
Štefan Čech (1820–1831)
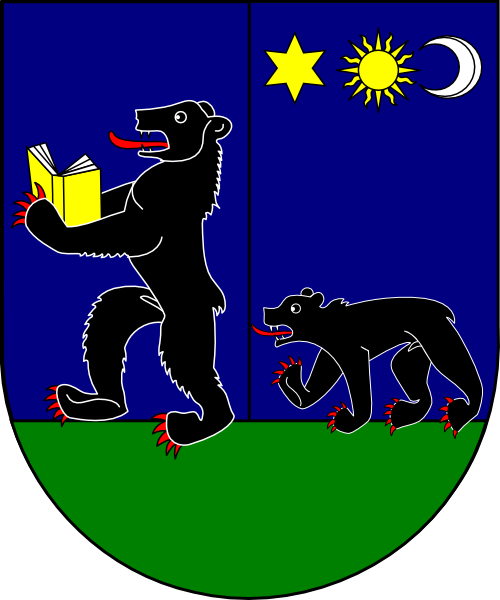
Anton Ocskay (1838–1848)
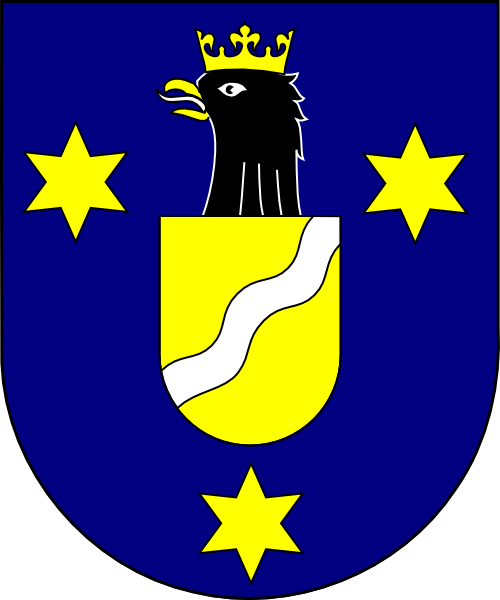
Jozef Kunszt Později arcibiskup Kalocsa  (1850–1852)
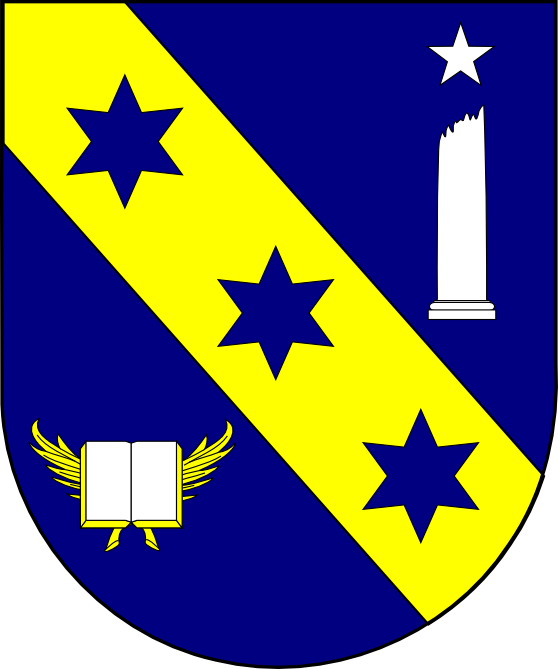
Ignác Fábry (1852–1867)
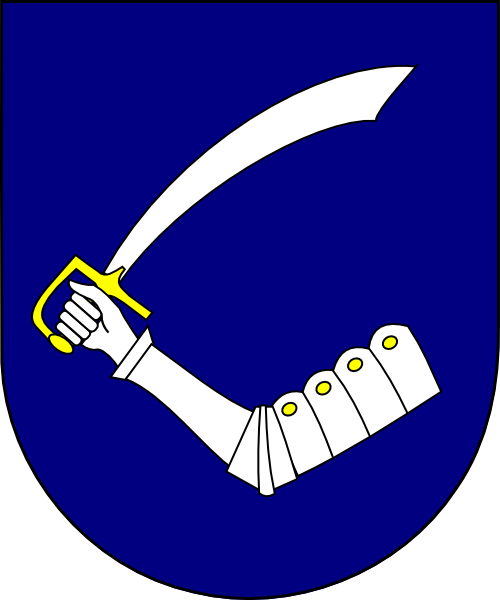
Ján Perger (1868–1876)
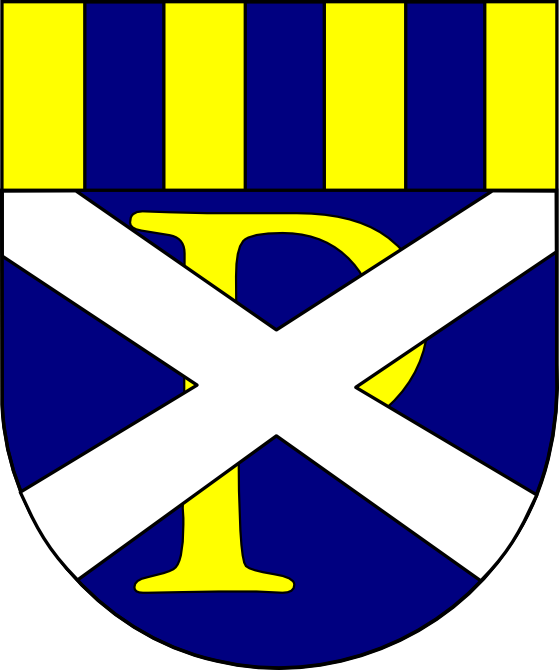
Konštantín Schuster Později biskup Váce (1877–1886)
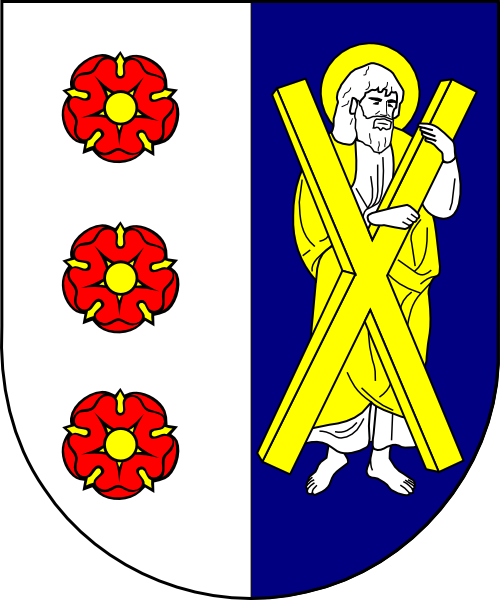
Žigmund Bubič (1887–1907)
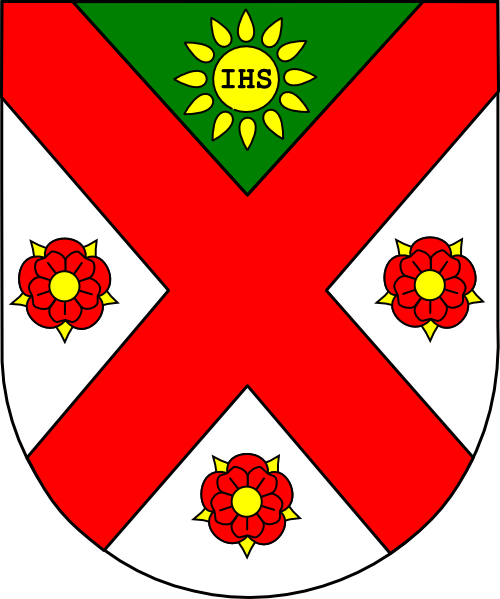
Augustín Fischer-Colbrie (1906–1925)
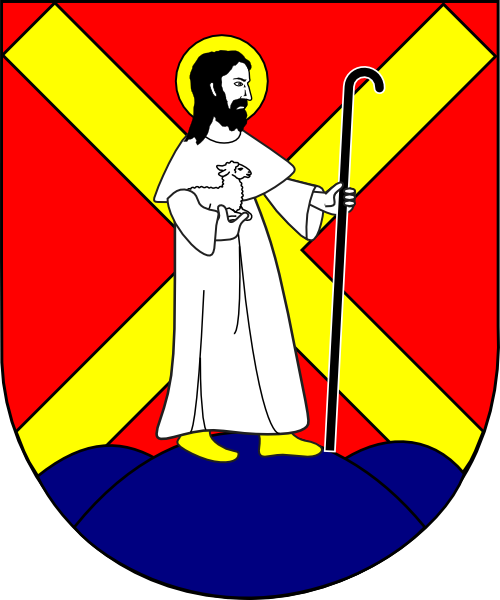
Jozef Čársky (1925–1938)
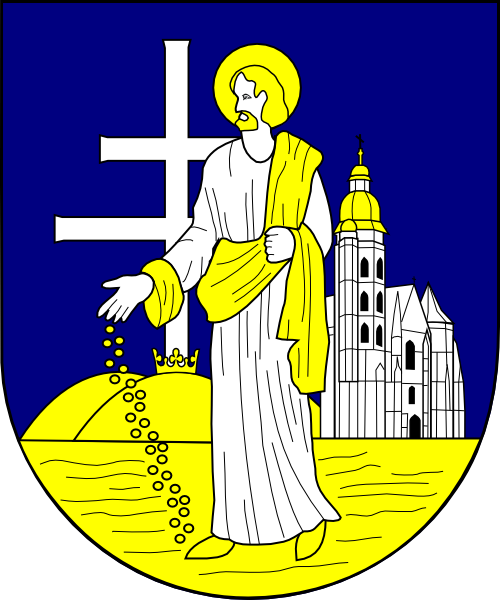
Štefan Madarász V oblasti,která připadla Maďarsku (1939–1948)
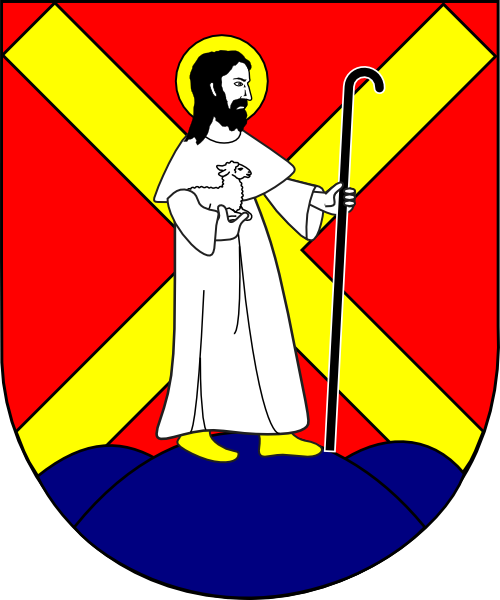
Jozef Čársky (1938–1945) administrátor slovenských částí košické,rožňavské a satmárské diecéze
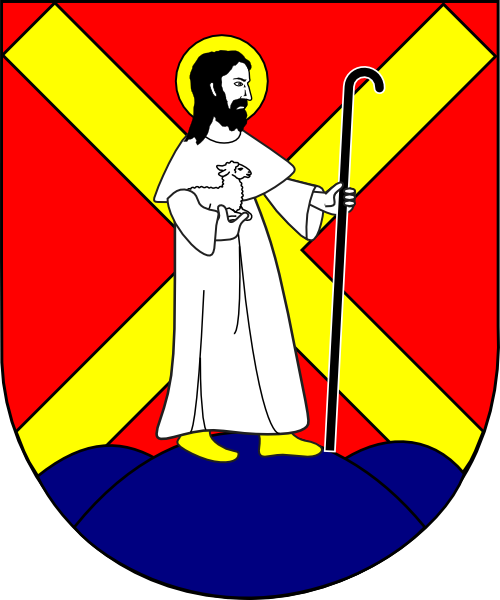
Jozef Čársky (1945–1962)
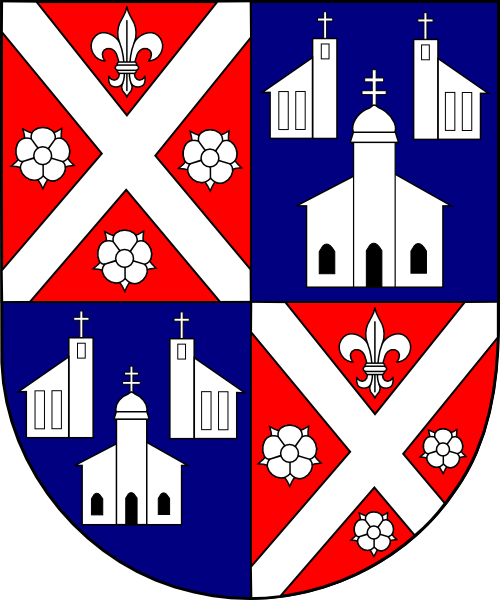
Štefan Onderko (1962–1990) kapitulní vikář
Alojz Tkáč (1990–1995) První arcibiskup

Arcibiskupové

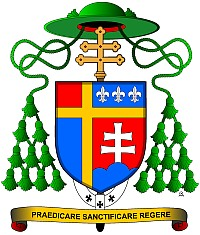
1.Alojz Tkáč (1995–2010)
2.Bernard Bober (2010-současnost])

Pomocní biskupové

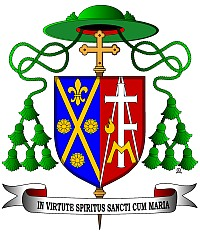
1.Stanislav Stolárik (2004–2015)
2.Marek Forgáč (2016–současnost)